# Liga Europeană EHF Feminin 2024-2025 - fazele eliminatorii
Acest articol descrie fazele eliminatorii ale Ligii Europene EHF Feminin 2024-2025.

## Echipele calificate
În această fază s-au calificat echipele care au terminat pe primele două locuri în fiecare din cele patru grupe preliminare:
| Grupă | De pe locul 1 din grupă | De pe locul 2 din grupă |
| ----- | ----------------------- | ----------------------- |
| A     | HC Dunărea Brăila       | Thüringer HC            |
| B     | SCM Râmnicu Vâlcea      | Ikast Håndbold          |
| C     | HSG Blomberg-Lippe      | JDA Dijon Handball      |
| D     | HSG Bensheim/Auerbach   | Super Amara Bera Bera   |

## Format
În sferturile de finală fiecare echipă clasată pe primul loc într-una din grupele preliminare a jucat împotriva unei echipe clasate pe locul al doilea în altă grupă preliminară. Partidele s-au desfășurat în sistem tur-retur. Distribuția echipelor în sferturile de finală s-a făcut conform regulamentului competiției, echipele din grupa A jucând împotriva celor din grupa B, iar echipele din grupa C împotriva celor din grupa D.
Câștigătoarele sferturilor de finală au avansat în Final4.

## Sferturile de finală
| Echipa 1              | Scor gen. | Echipa 2              | Tur   | Retur |
| --------------------- | --------- | --------------------- | ----- | ----- |
| Ikast Håndbold        | 61 – 60   | HC Dunărea Brăila     | 32–30 | 29–30 |
| Thüringer HC          | 65 – 61   | SCM Râmnicu Vâlcea    | 35–29 | 30–32 |
| Super Amara Bera Bera | 51 – 52   | HSG Blomberg-Lippe    | 25–28 | 26–24 |
| JDA Dijon Handball    | 59 – 53   | HSG Bensheim/Auerbach | 31–27 | 28–26 |

| 22 martie 2025 16:00 | Thüringer HC | 35 – 29 | SCM Râmnicu Vâlcea         | Salza Halle, Bad Langensalza Asistență: 1200 Arbitri: Nygaard, Primdahl |
| 22 martie 2025 16:00 | Reichert 15  | (17–15) | Hagman, Necula, Toublanc 5 | Salza Halle, Bad Langensalza Asistență: 1200 Arbitri: Nygaard, Primdahl |
| 22 martie 2025 16:00 | 2×           | Raport  | 3×                         | Salza Halle, Bad Langensalza Asistență: 1200 Arbitri: Nygaard, Primdahl |

| 23 martie 2025 14:00 | Ikast Håndbold | 32 – 30 | HC Dunărea Brăila | IBF Arena, Ikast Asistență: 1537 Arbitri: Di Domenico, Fornasier |
| 23 martie 2025 14:00 | Lindqvist 9    | (16–17) | Ježić 8           | IBF Arena, Ikast Asistență: 1537 Arbitri: Di Domenico, Fornasier |
| 23 martie 2025 14:00 | 1×             | Raport  | 3× 1×             | IBF Arena, Ikast Asistență: 1537 Arbitri: Di Domenico, Fornasier |

| 23 martie 2025 16:00 | JDA Dijon Handball | 31 – 27 | HSG Bensheim/Auerbach | Palais des sports Jean-Michel-Geoffroy, Dijon Asistență: 1900 Arbitri: Schaad, Müller |
| 23 martie 2025 16:00 | Vautier 7          | (18–13) | Berger, Engel 6       | Palais des sports Jean-Michel-Geoffroy, Dijon Asistență: 1900 Arbitri: Schaad, Müller |
| 23 martie 2025 16:00 | 5×                 | Raport  | 4×                    | Palais des sports Jean-Michel-Geoffroy, Dijon Asistență: 1900 Arbitri: Schaad, Müller |

| 23 martie 2025 18:00 | Super Amara Bera Bera | 25 – 28 | HSG Blomberg-Lippe | Polideportivo Municipal JA Gasca, San Sebastian Asistență: 1900 Arbitri: Rauchs, Linster |
| 23 martie 2025 18:00 | Ogonovszky 6          | (12–14) | Vegué 8            | Polideportivo Municipal JA Gasca, San Sebastian Asistență: 1900 Arbitri: Rauchs, Linster |
| 23 martie 2025 18:00 | 3×                    | Raport  | 2×                 | Polideportivo Municipal JA Gasca, San Sebastian Asistență: 1900 Arbitri: Rauchs, Linster |

| 29 martie 2025 16:00 | HSG Bensheim/Auerbach | 26 – 28 | JDA Dijon Handball | Untermainhalle, Elsenfeld Asistență: 1218 Arbitri: Vitaku, Vitaku |
| 29 martie 2025 16:00 | Engel, Irion 6        | (12–15) | Dury 6             | Untermainhalle, Elsenfeld Asistență: 1218 Arbitri: Vitaku, Vitaku |
| 29 martie 2025 16:00 | 2×                    | Raport  | 4×                 | Untermainhalle, Elsenfeld Asistență: 1218 Arbitri: Vitaku, Vitaku |

| 29 martie 2025 19:00 | HC Dunărea Brăila | 30 – 29 | Ikast Håndbold | Sala Sporturilor „Romeo Iamandi”, Buzău Asistență: 2230 Arbitri: Lindenbaum, Laron |
| 29 martie 2025 19:00 | González 11       | (16–17) | Lindqvist 7    | Sala Sporturilor „Romeo Iamandi”, Buzău Asistență: 2230 Arbitri: Lindenbaum, Laron |
| 29 martie 2025 19:00 | 2× 1×             | Raport  | 4×             | Sala Sporturilor „Romeo Iamandi”, Buzău Asistență: 2230 Arbitri: Lindenbaum, Laron |

| 30 martie 2025 15:00 | SCM Râmnicu Vâlcea | 32 – 30 | Thüringer HC | Sala Sporturilor „Traian”, Râmnicu Vâlcea Asistență: 2239 Arbitri: Geraets, Geraets |
| 30 martie 2025 15:00 | Hagman 14          | (16–14) | Reichert 11  | Sala Sporturilor „Traian”, Râmnicu Vâlcea Asistență: 2239 Arbitri: Geraets, Geraets |
| 30 martie 2025 15:00 | 4× 1×              | Raport  | 3× 2×        | Sala Sporturilor „Traian”, Râmnicu Vâlcea Asistență: 2239 Arbitri: Geraets, Geraets |

| 30 martie 2025 16:00 | HSG Blomberg-Lippe | 24 – 26 | Super Amara Bera Bera | Phoenix Contact Arena, Lemgo Asistență: 1850 Arbitri: Watson, Welin |
| 30 martie 2025 16:00 | Kühne 6            | (11–10) | Álvarez 7             | Phoenix Contact Arena, Lemgo Asistență: 1850 Arbitri: Watson, Welin |
| 30 martie 2025 16:00 | 3× 1×              | Raport  | 4× 1×                 | Phoenix Contact Arena, Lemgo Asistență: 1850 Arbitri: Watson, Welin |

## Final four

#### Echipe calificate
- Ikast Håndbold
- JDA Dijon Handball
- HSG Blomberg-Lippe
- Thüringer HC

### Tragerea la sorți
Tragerea la sorți pentru distribuția în semifinale a fost efectuată pe 1 aprilie 2024, începând de la ora 15:00, la Viena. Ca și în anul anterior, partidele s-au jucat la Raiffeisen Sportpark din Graz, Austria. În urma tragerii la sorți au rezultat semifinalele de mai jos. Orele de disputare a partidelor au fost anunțate pe 2 aprilie, iar arbitrii pe 24 aprilie.
|  | Semifinalele       | Semifinalele |                |    | Finala | Finala |
|  |                    |              |                |    |        |        |
|  | 3 mai 2025         |              |                |    |        |        |
|  |                    |              |                |    |        |        |
|  | HSG Blomberg-Lippe | 18           |                |    |        |        |
|  | HSG Blomberg-Lippe | 18           | 4 mai 2025     |    |        |        |
|  | Ikast Håndbold     | 28           |                |    |        |        |
|  | Ikast Håndbold     | 28           | Ikast Håndbold | 32 |        |        |
|  | 3 mai 2025         |              | Ikast Håndbold | 32 |        |        |
|  |                    | Thüringer HC | 34             |    |        |        |
|  | Thüringer HC       | Thüringer HC | 34             | 35 |        |        |
|  | Thüringer HC       |              |                | 35 |        |        |
|  | JDA Dijon Handball | 29           |                |    |        |        |
|  | JDA Dijon Handball | 29           | Finala mică    |    |        |        |
|  |                    |              |                |    |        |        |
|  | 4 mai 2025         |              |                |    |        |        |
|  |                    |              |                |    |        |        |
|  | HSG Blomberg-Lippe | 27           |                |    |        |        |
|  | HSG Blomberg-Lippe | 27           |                |    |        |        |
|  | JDA Dijon Handball | 32           |                |    |        |        |

### Semifinalele
| 3 mai 2025 15:00 | HSG Blomberg-Lippe | 18 – 28 | Ikast Håndbold | Raiffeisen Sportpark, Graz Asistență: 1050 Arbitri: Bočáková, Jánošíková |
| 3 mai 2025 15:00 | Hauf, Kühne 5      | (6–16)  | Scaglione 5    | Raiffeisen Sportpark, Graz Asistență: 1050 Arbitri: Bočáková, Jánošíková |
| 3 mai 2025 15:00 | 3×                 | Raport  | 3× 1×          | Raiffeisen Sportpark, Graz Asistență: 1050 Arbitri: Bočáková, Jánošíková |

| 3 mai 2025 18:00 | Thüringer HC | 35 – 29 | JDA Dijon Handball | Raiffeisen Sportpark, Graz Asistență: 1000 Arbitri: Murariu, Paraschiv |
| 3 mai 2025 18:00 | Reichert 16  | (21–15) | Vautier 5          | Raiffeisen Sportpark, Graz Asistență: 1000 Arbitri: Murariu, Paraschiv |
| 3 mai 2025 18:00 | 6×           | Raport  | 4× 1×              | Raiffeisen Sportpark, Graz Asistență: 1000 Arbitri: Murariu, Paraschiv |

### Finala mică
| 4 mai 2025 15:00 | HSG Blomberg-Lippe | 27 – 32 | JDA Dijon Handball | Raiffeisen Sportpark, Graz Asistență: 1000 Arbitri: Jakovljević, Kovačević |
| 4 mai 2025 15:00 | Vegué 7            | (10–16) | Vautier 8          | Raiffeisen Sportpark, Graz Asistență: 1000 Arbitri: Jakovljević, Kovačević |
| 4 mai 2025 15:00 | 2×                 | Raport  | 4×                 | Raiffeisen Sportpark, Graz Asistență: 1000 Arbitri: Jakovljević, Kovačević |

### Finala
Câștigătoarea ediției 2024-2025 a Ligii Europene EHF Feminin a fost echipa germană Thüringer HC, care a învins echipa daneză Ikast Håndbold cu scorul de 32–34.
| 4 mai 2025 18:00 | Ikast Håndbold | 32 – 34 | Thüringer HC | Raiffeisen Sportpark, Graz Asistență: 1400 Arbitri: Ilieva, Karbeska |
| 4 mai 2025 18:00 | Bakkerud 8     | (16–15) | Reichert 13  | Raiffeisen Sportpark, Graz Asistență: 1400 Arbitri: Ilieva, Karbeska |
| 4 mai 2025 18:00 | 1× 2× 1×       | Raport  | 3× 1×        | Raiffeisen Sportpark, Graz Asistență: 1400 Arbitri: Ilieva, Karbeska |